# 라자루스 그룹
라자루스 그룹(Lazarus Group)은 북한 정찰총국의 해커 부대이다. 예전에는 히든 코브라(HIDDEN COBRA)라고 불렸다.

## 역사
2004년 탈북한 IT전문가는 중국 선양시의 북한 호텔인 칠보산 호텔을 북한 해커들의 활동 거점 가운데 하나로 지목했다. 2018년 1월 9일, 중국 당국에 의해 칠보산 호텔이 전격 폐쇄되었다.
2009년 트로이 작전(Operation Troy)이라고 불린 해킹 사건의 주범으로 알려져 있다. 그 이전에는 포착된 적이 없다.
2013년 7월 8일, 미국 보안회사 맥아피(McAfee)는 2009년부터 한국에서 발생한 트로이 작전(Operation Troy) 해킹이 한국군과 주한미군을 타겟으로 한 조직적이고 지속적인 사이버 공격 시도로 분석했다. 트로이 작전(Operation Troy)이라고 명명된 악성 맬웨어(Malware)가 최소한 4년 이상 한국 정부와 군대의 컴퓨터들을 감염시킨 후 '미국 육군', '비밀', '키 리졸브 작전', '합참 직원' 등의 용어로 군사 기밀을 검색, 수집했다. 보고서를 쓴 맥아피 수석 연구원 라이언 셔스토비토프는 "이것은 단순한 공격이 아닌 군사 간첩 행위"라고 말했다.
2015년 기준으로, 북한은 정찰총국 등을 중심으로 7,000 명의 해커 부대를 운용중이다.
2017년, 한국 정보당국은 히든 코브라가 2009년 정찰총국 산하로 재편됐으며 2009년 청와대 홈페이지 등이 해킹된 디도스 공격과 2011년 농협 전산망 해킹, 2016년 정부 주요 인사들의 스마트폰 해킹을 주도한 것으로 파악됐다고 밝혔다.

## 같이 보기
- 미국-조선민주주의인민공화국 관계
- 박진혁 (해커)